# Asperthorax borealis
Asperthorax borealis är en spindelart som beskrevs av Ono och Saito 200. Asperthorax borealis ingår i släktet Asperthorax och familjen täckvävarspindlar. Inga underarter finns listade.